# Amauronematus puniceus
Amauronematus puniceus är en stekelart som först beskrevs av Christ 1791.  Amauronematus puniceus ingår i släktet Amauronematus, och familjen bladsteklar. Arten är reproducerande i Sverige.